# Референдум у Північному Косові (2012)

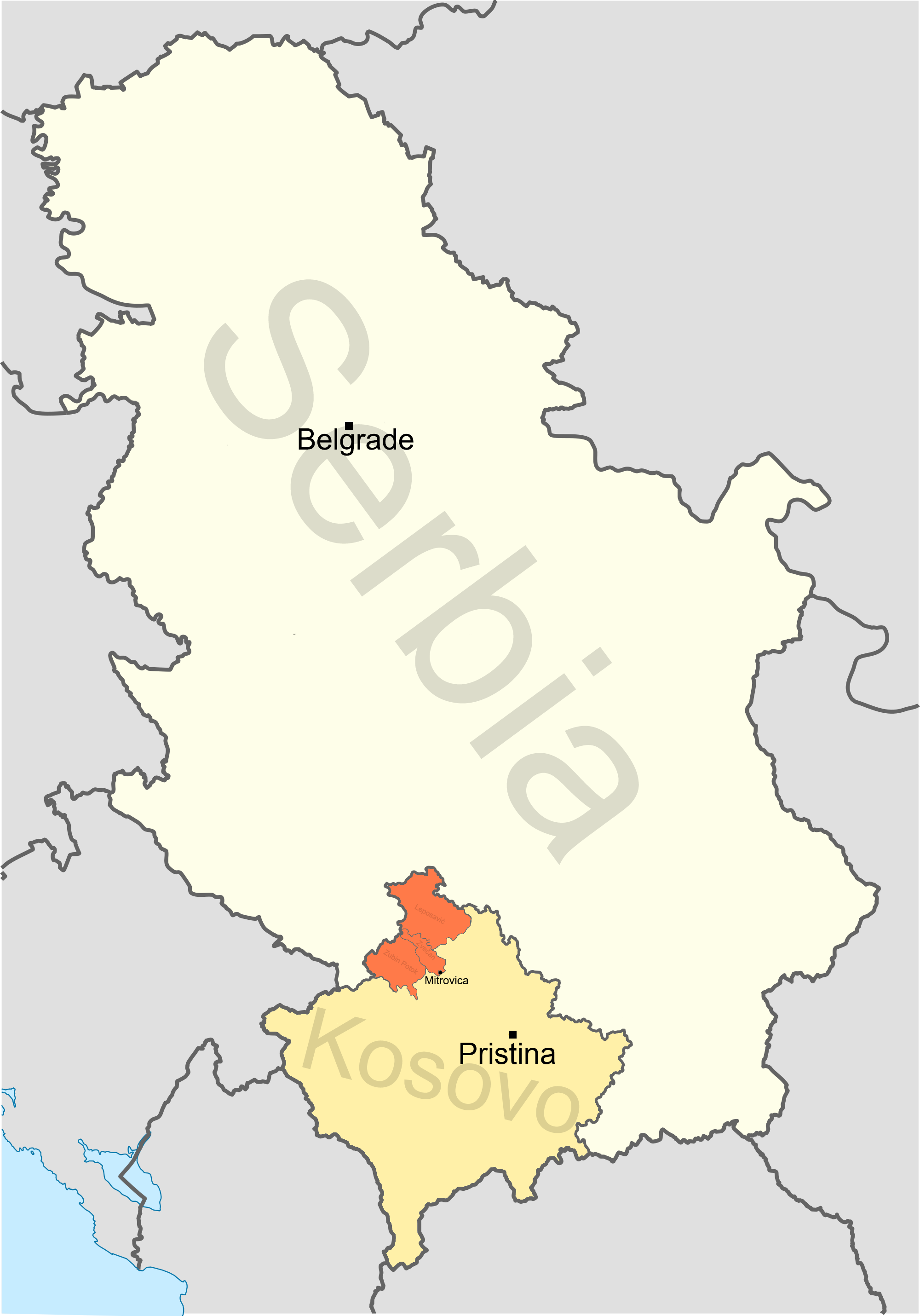
Розташування Північного Косово

Консультативний референдум щодо прийняття інститутів Республіки Косово відбувся в регіонах, де домінують серби Північного Косова, 14 та 15 лютого 2012 р. Референдум проводився в Зубін-Потоці, Звечані та Косовській Мітровіці в обидва дні, тоді як Лепосавич проголосував 15 лютого. Голосування тривало з 7:00 до 19:00 в обидва дні. 15 лютого також символічно відзначається Днем державности Сербії. Результатом стало те, що 99,74 % виборців відхилили документи установ Республіки Косово. Опитування відхилили уряди Сербії та Косова.

## Передумови
Хоча Північне Косово, як частина Асамблеї Співтовариства муніципалітетів автономної провінції Косово і Метохія, дотримується Резолюції 1244 Ради Безпеки Організації Об'єднаних Націй, вона виступила проти односторонньої декларації незалежності Косова у 2008 році (анклави косовських сербів знаходились під де-факто юрисдикція установ Республіки Сербія, хоча це оскаржується Косовською асамблеєю). Референдум був оголошений 25 грудня 2011 р. Міським головою Косовської Митровиці Крстиміром Пантичем з метою з'ясування місцевої думки щодо діяльності установ Республіки Косово.
І Європейський Союз, і Сербія були проти референдуму. Косовські серби побоювалися, що Сербія виступила проти референдуму, щоб заручитися підтримкою вступу до ЄС, умовою якого є вирішення косовської суперечки. Однак це рішення відкинули президент Сербії Борис Тадіч та державний міністр Косова Олівер Іванович. Парламент Косова ухвалив рішення про визнання референдуму недійсним.
Подібним чином Міністерство закордонних справ Албанії висловило занепокоєння щодо проведення референдуму, організованого сербськими паралельними структурами, і, на їх думку, натхненням був Белград. У ній сказано, що референдум не є законним і не матиме судового ефекту, він також нібито не служить інтересам етнічних спільнот для соціальної, економічної та політичної інтеграції в Косові.
Мілан Іванович, президент Сербської національної ради Косова і Метохії, розкритикував належну Сербію за те, що вона провалила свою політику в Косові, дотримуючись рішення про демократичну демонстрацію точки зору сербів північного Косова.[джерело?]

### Барикади Північного Косова
Республіка Косово намагалася нав'язати своїх митників в адміністративних прикордонних пунктах перетину із Сербією. Косовські серби, домагаючись усунення представників митниці Республіки Косово, прагнули встановити блокпости, щоб ускладнити подорож військам КФОР у районі, який прагнув підтримувати цивільний порядок.

## Вибори
Референдум був проведений у чотирьох муніципалітетах із сербською більшістю на півночі Косова, де проголосувало 35 500 виборців. Деякі документи для голосування також були написані албанською мовою.
Налічувалося 82 виборчі дільниці: 13 у Косовській Мітровіці, 11 у Звечані, 25 у Зубін-Потоці та 33 у Лепосавічі.
За словами прессекретаря комісії з референдуму Люби Радовича, наразі не було інформації про те, чи будуть етнічні албанці брати участь у референдумі, хоча три села (Жажа, Болгетин та Ліпа) в муніципалітеті Звечан, які складають більшість косовських албанців, заявили що вони не братимуть участі.[джерело?]

### Результати
| 0.26 % | 99.74 % |
| Так    | Ні      |

## Наслідки
1 березня Сербія отримала «статус кандидата» Європейського Союзу на засадах прогресу в косовській суперечці (а також інших «реформ»).